# Sonelius Smith
Sonelius Smith (Hillhouse (Mississippi), 1942) is een Amerikaanse jazzpianist, componist, arrangeur en muziekpedagoog.

## Biografie
Smith had een klassieke piano-opleiding nadat hij op 9-jarige leeftijd met zijn familie was verhuisd naar Memphis. Na zijn afsluiting van de middelbare school kreeg hij een studiebeurs voor een studie aan het Arkansas AM&N College, (tegenwoordig University of Arkansas at Pine Bluff), waar hij piano en muziektheorie studeerde bij Josephus Robinson. Na de graduatie toerde hij met John Stubblefield in de formatie The New Directions door Europa. Vervolgens verhuisde hij naar New York, waar hij werkte in het kwartet van Rashied Ali voor het muziekpedagogische project Jazzmobile, verder als componist en arrangeur voor Bob Crewes muziekuitgeverij Saturday Music.
Begin jaren 1970 ging hij met Rahsaan Roland Kirk op tournee en werkte hij mee aan diens albums Blacknuss, Rahsaan Rahsaan en Black Inventions Strata 1. In 1976 speelde hij o.a. met Olu Dara, Byard Lancaster en Don Moye in de formatie Flight to Sanity, waarmee in 1976 opnamen ontstonden bij de New York Jazz Loft Sessions. In 1977 verscheen bij Strata-East Records zijn met Shamek Farrah opgenomen album The World of the Children. Bovendien werkte hij met Frank Foster, Archie Shepp, Lionel Hampton, Robin Kenyatta, David Murray, Noah Howard en Andrew Cyrille en het door Stanley Cowell geleide Piano Choir. Smith werkte tussen 1970 en 1997 mee aan 18 plaatopnamen. Zijn composities werden o.a. opgenomen door Ahmad Jamal (The Need to Smile) en Robin Kenyatta (Mellow in the Park). Smith onderwees meerdere jaren aan het Community Museum of Brooklyn en was oprichter/leider van de New York Jazz Philharmonic. Tegenwoordig onderwijst hij aan de Harlem School of the Arts en aan het Third Street Music School Settlement.

## Discografie
- 1974: Robin Kenyatta – Stomping at the Savoy (Atlantic Records)
- 1977: Shamek Farrah & Sonelius Smith – The World of the Children
- 1983: Andrew Cyrille feat. Ted Daniel - Sonelius Smith - Nick Di Geronimo – The Navigator (Soul Note Records)
- 1991: David Murray Big Band (DIW Records)
- 1991: David Murray Big Band Conducted by Lawrence 'Butch' Morris (DIW Records)
- 1993: David Murray – Body and Soul (Black Saint)
- 1997: Noah Howard – Comraderie met Kali Z. Fasteau, Bobby Few, Joe McPhee, Warren Smith

- Bibliothèque nationale de France: cb140162885 (data)
- Gemeinsame Normdatei: 1135693935
- International Standard Name Identifier: 0000 0000 6654 3404
- Library of Congress Control Number: no93001416
- MusicBrainz: 0b4aeafe-7678-40d2-8b25-79ca00425eb5
- Virtual International Authority File: 39574925
- WorldCat: E39PBJmHGptDkVkhHWTKMGMgKd